# Maratona aquática no Campeonato Mundial de Esportes Aquáticos de 2023 - 5 km feminino

A competição de maratona aquática na categoria 5km feminino no Campeonato Mundial de Esportes Aquáticos de 2023 fora realizada no dia 18 de julho de 2023 no Seaside Momochi Beach Park em Fukuoka, no Japão. Ao todo, 59 competidoras de 39 Comitês Olímpicos Nacionais participaram do evento.

## Cronograma
Todos os horários estão na Hora Legal Japonesa (UTC+09).
| Data        | Hora  | Evento |
| ----------- | ----- | ------ |
| 18 de julho | 08:00 | Final  |

## Formato da competição
A competição consiste em duas rodadas: preliminar e final. As 12 melhores duplas avançam até a final e aquela com o melhor tempo garante a medalha de ouro. 

## Medalhistas
| Ouro              | Prata                       | Bronze                  |
| Leonie Beck (GER) | Sharon van Rouwendaal (NLD) | Ana Marcela Cunha (BRA) |

## Resultados
| Pos.              | Nadadora                 | CON            | Tempo     |
| ----------------- | ------------------------ | -------------- | --------- |
| Medalha de ouro   | Leonie Beck              | Alemanha       | 59:31.7   |
| Medalha de prata  | Sharon van Rouwendaal    | Países Baixos  | 59:32.7   |
| Medalha de bronze | Ana Marcela Cunha        | Brasil         | 59:33.9   |
| 4                 | Angélica André           | Portugal       | 59:35.6   |
| 5                 | Barbara Pozzobon         | Itália         | 59:35.8   |
| 6                 | Viviane Jungblut         | Brasil         | 59:38.2   |
| 7                 | Aurélie Muller           | França         | 59:40.1   |
| 8                 | Bettina Fábián           | Hungria        | 59:44.2   |
| 9                 | Mafalda Rosa             | Portugal       | 59:44.6   |
| 10                | Moesha Johnson           | Austrália      | 59:46.3   |
| 11                | Anastasiia Kirpichnikova | França         | 59:46.4   |
| 12                | Ángela Martínez          | Espanha        | 59:50.3   |
| 13                | Jeannette Spiwoks        | Alemanha       | 1:00:05.1 |
| 14                | Ichika Kajimoto          | Japão          | 1:00:56.4 |
| 15                | María Bramont-Arias      | Peru           | 1:01:09.4 |
| 16                | Anna Olasz               | Hungria        | 1:01:09.4 |
| 17                | Eva Fabian               | Israel         | 1:01:11.4 |
| 18                | Mariah Denigan           | Estados Unidos | 1:01:18.3 |
| 19                | Wang Kexin               | China          | 1:01:19.6 |
| 20                | Bianca Crisp             | Austrália      | 1:01:19.8 |
| 21                | Rachele Bruni            | Itália         | 1:01:24.2 |
| 22                | Candela Sánchez          | Espanha        | 1:01:25.3 |
| 23                | Špela Perše              | Eslovênia      | 1:01:25.6 |
| 24                | Amica de Jager           | África do Sul  | 1:01:28.9 |
| 25                | Chantal Liew             | Singapura      | 1:01:29.3 |
| 26                | Lenka Štěrbová           | Chéquia        | 1:01:46.7 |
| 27                | Nefeli Giannopoulou      | Grécia         | 1:01:48.6 |
| 28                | Nip Tsz Yin              | Hong Kong      | 1:02:15.7 |
| 29                | Candela Giordanino       | Argentina      | 1:02:24.7 |
| 30                | Diana Taszhanova         | Cazaquistão    | 1:02:25.9 |
| 31                | Teng Yu-wen              | Taipé Chinesa  | 1:02:26.5 |
| 32                | Martha Sandoval          | México         | 1:02:26.6 |
| 33                | Bailey O'Regan           | Canadá         | 1:02:27.0 |
| 34                | Lamees El-Sokkary        | Egito          | 1:02:28.1 |
| 35                | Miku Kojima              | Japão          | 1:02:28.8 |
| 36                | Ma Xiaoming              | China          | 1:02:29.0 |
| 37                | Alena Benešová           | Chéquia        | 1:02:29.4 |
| 38                | Lee Jeong-min            | Coreia do Sul  | 1:02:30.1 |
| 39                | Lee Hae-rim              | Coreia do Sul  | 1:02:33.9 |
| 40                | Nikita Lam               | Hong Kong      | 1:02:34.7 |
| 41                | Amber Keegan             | Reino Unido    | 1:02:35.5 |
| 42                | Kate Beavon              | África do Sul  | 1:02:46.5 |
| 43                | Klara Bošnjak            | Croácia        | 1:03:12.3 |
| 44                | Alejandra Hoyos          | México         | 1:05:55.5 |
| 45                | Mariya Fedotova          | Cazaquistão    | 1:05:57.4 |
| 46                | Nadine Karim             | Egito          | 1:05:59.2 |
| 47                | Britta Schwengle         | Aruba          | 1:06:49.5 |
| 48                | Orian Gablan             | Israel         | 1:06:57.1 |
| 49                | Alondra Quiles           | Porto Rico     | 1:07:14.4 |
| 50                | Anastasiya Zelinskaya    | Uzbequistão    | 1:07:15.9 |
| 51                | Malak Meqdar             | Marrocos       | 1:07:16.2 |
| 52                | Mariela Guadamuro        | Porto Rico     | 1:10:32.8 |
| 53                | María Porres             | Guatemala      | 1:11:37.8 |
| 54                | Bangalore Mahesh Rithika | Índia          | 1:12:23.2 |
| 55                | Sofie Frichot            | Seicheles      | 1:13:46.0 |
| 56                | Kisha Jiménez            | Costa Rica     | OTL       |
| 57                | Rafaela Santo            | Angola         | OTL       |
| 59                | Swagiah Mubiru           | Uganda         | OTL       |
| 59                | Fátima Portillo          | El Salvador    | DNS       |
| 59                | Sabrina Condori          | Bolívia        | DNS       |
| 59                | Parizoda Iskandarova     | Uzbequistão    | DSQ       |

Legenda
| Recorde mundial      | Recorde mundial (World record)               |                       | Recorde africano                      | Recorde africano (African) |                                           | Q | Classificado por posição (Qualified) |
| Recorde olímpico     | Recorde olímpico (Olympic record)            | Recorde da América    | Recorde da América (Americas)         | q                          | Classificado por melhor tempo (Qualified) |   |                                      |
| Melhor marca do ano  | Melhor marca do ano (World leading)          | Recorde asiático      | Recorde asiático (Asian)              | DNS                        | Não largou (Did not start)                |   |                                      |
| Recorde nacional     | Recorde nacional (National record)           | Recorde europeu       | Recorde europeu (European)            | DNF                        | Não terminou (Did not finish)             |   |                                      |
| Recorde pessoal      | Recorde pessoal do atleta (Personal best)    | Recorde da Oceania    | Recorde da Oceania (Oceania)          | DSQ / DQ                   | Desclassificado (Disqualified)            |   |                                      |
| Recorde da temporada | Recorde da temporada do atleta (Season best) | Recorde sul-americano | Recorde sul-americano (South America) | NM                         | Sem marca (No mark)                       |   |                                      |